# Bell X-2
Il Bell X-2 "Starbuster", inizialmente noto come Bell XS-2, fu un aeroplano sperimentale che l'azienda aeronautica statunitense Bell Aircraft Co. sviluppò nella prima metà degli anni cinquanta sulla base di specifiche della NACA e con il finanziamento dell'United States Air Force (USAF), l'aeronautica militare statunitense.
Si trattò del secondo velivolo statunitense progettato espressamente per fini di ricerca nel campo delle alte velocità, dopo il suo predecessore Bell X-1, il cui risultato era finalizzato, in particolare, a esplorare le velocità comprese circa tra Mach 2 e Mach 3.

## Storia del progetto
L'ala a freccia fu "inventata" nel 1935 in Germania, tuttavia l'ingegnere Robert Jones della NACA studiava questa configurazione ancora prima degli anni quaranta.
Il primo di tutti gli Aerei X, il Bell X-1, aveva una convenzionale ala dritta, ma nel corso del suo sviluppo fu sperimentata, su un modello per galleria del vento, anche un'ala a freccia; tuttavia la fusoliera dell'X-1 avrebbe dovuto essere riprogettata per accettare la nuova ala e, di conseguenza, si preferì affrontare lo sviluppo di un nuovo aeroplano.

L'11 settembre 1945, il dipartimento sperimentale della Bell, diretto da George Ray, iniziò il progetto di quello che sarebbe diventato l'XS-2 con ala a freccia. In ottobre lo presentò al NACA (la futura NASA); allo sviluppo presero parte anche Jack Strickler, Paul Emmons, Jack Woolams, Harold Hawkins e Charles Fay.

Si trattava di sviluppare un inedito aereo munito di ala dalla forte freccia, non dettata da problemi di baricentro (come già era accaduto con il Me 262 tedesco), ma da considerazioni di natura aerodinamica.
Per gli aspetti amministrativi fu coinvolto l'US Army, che il 14 dicembre 1945 autorizzò la costruzione di due prototipi.

Il Model 52, disegnato da Stanley Smith secondo le direttive di George Ray, uscì di fabbrica a Wheatfield l'11 novembre 1950, quando già non si chiamava più XS-2 ma X-2.

## Impiego operativo
Il pilota Jean "Skip" Ziegler eseguì, il 27 giugno 1952, il primo volo a motori spenti dopo il lancio da un bombardiere modificato B-50, alla base dell'aeronautica di Edwards, in California. Jean "Skip" Ziegler morì il 12 maggio 1953 durante un volo di test dell'X-2.

L'incidente avvenne mentre l'aerorazzo sperimentale era ancora vincolato al Boeing B-50: causa di un difetto nel sistema di alimentazione a ossigeno liquido del motore, si verificò un'esplosione.

Nell'episodio la "Superfortress" rimase gravemente danneggiata e, oltre al pilota dell'X-2, morì un membro dell'equipaggio.

Quel che rimase dell'X-2 precipitò nel lago Ontario in Canada e non venne recuperato.
Il pilota Frank K. "Pete" Everest (1920-2004) completò il primo volo a motori accesi il 18 novembre 1955 stabilendo nel luglio dell'anno successivo, durante il suo nono ed ultimo volo, il nuovo record di velocità di 2,87 Mach.
L'X-2 fu il primo aereo a superare Mach 3: il 27 settembre 1956 furono registrati 3 393 km/h (Mach 3,2) a 19 800 m di quota. Il pilota Milburn G. Apt, in quell'occasione, stabilì il record di velocità. Tuttavia il volo si rivelò tragico: non riuscì a controllare il velivolo, non riuscì a lanciarsi dall'abitacolo e morì.
Durante le prove furono usati due velivoli che completarono un totale di 20 voli. Nonostante la perdita di ben tre vite umane (un tecnico e due piloti), questo aeroplano non fornì mai rilevanti informazioni.

## Utilizzatori
Stati Uniti
- National Advisory Committee for Aeronautics
- United States Air Force